# الكارة
الكاراة  (وتنطق حسب العامية المغربية بالݣارة) هي مدينة مغربية تابعة لإقليم برشيد. يشاع أن اسم الكـارة الذي أطلق على المدينة يعود لحقبة الحماية الفرنسية على المغرب حينما كان السكان يصعدون إلى مكان في شمال المدينة ويقومون بألعاب داخل دائرة.

## نبذة تاريخية
ينحدر سكان مدينة الكارة من أبناء حسان بن أبي سعيد الصبيحي، نسبة إلى صبيح إحدى قبائل بني مالك بن رغبة من بنو هلال.وكان دخول هذه القبائل إلى المغرب في عهد السلطان أبو يوسف يعقوب بن عبد الحق سنة 676 هجرية. 
فانضمت إليهم قبائل سكان المغرب الأصليون مثل قبائل زناتة ومديونة ما سمح بٱندماجهم ليعرفو بعد ذلك بٱسم المذاكرة, وقد بقيت هذه القبائل معتزة بوطنيتها وقوميتها لا تخضع لأي دخيل حتى سنة 1907 حين أنزل المستعمر الفرنسي جيوشه وبدأ بالاستيلاء على الأراضي المغربية حيث شن الجنرال هوبير ليوطي حملة على جهة الشاوية غرب مدينة الدار البيضاء وكان آخر من استسلم من القبائل هم قبائل المذاكرة، وقد بدأ المحتل الفرنسي بالتخطيط للتوسع في قرية الكــارة الصغيرة التي سميت أنذاك «بوشرون» حيث كان أول بناء أقيم فيها هو مركز الخدمات العمومية ثم المعسكر الفرنسي، ثم سكنى الموظفين الفرنسيين، ليبدأ التعمير في التوسع إلى أن أصبحت المدينة على ما هي عليه الآن.

## مـوقـع مـديـنـة الـكــارة
تحد مدينة الكـارة من جهة الشرق والشمال الشرقي الجماعة القروية لأحلاف بـإقليم بنسليمان، ومن الشمال الشرقي جماعة الردادنة أولاد مالك إقليم بنسليمان ومن الجنوب والغرب جماعة أولاد صباح إقليم برشيد.
تقع مدينة الكارة على بعد 50 كلم من مدينة الدار البيضاء العاصمة الاقتصادية للمملكة المغربية، و 36 كلم من مدينة برشيد، و 48 كلم من مدينة سطات عبر الطريق الرابطة بين (الكـارة - سطات) عبر جمعة رياح، وهي تبعد أيضا عن بن أحمد ب26 كلم، كما أنها تبعد بحوالي 48 كلم عن بنسيلمان اتجاها نحو الشمال.
تتبع جماعة الكـارة إداريا لدائرة الكـارة عمالة إقليم برشيد . وتوجد ضمن جهة الشاوية ورديغة.

## مـسـاحـة المـديـنـة
تبلغ المساحة الإجمالية للمدار الحضري لمدينة الكارة 613 هكتار (حسب تصميم التهيئة المصادق عليه بتاريخ 12 أبريل 2004). يتكون المركز حاليا من تسعة أحياء بمجموع 120 هكتار منها 80 هكتار يشغلها السكان و40 هكتار تشغلها التجهيزات، أما الجزء الباقي (493هكتار) من المنطقة فتستغل كأراض فلاحية.

## سـكــان الكــارة
ينتمي أغلب سكان المدينة إلى قبيلة المذاكرة، كما توجد بها قبائل امزاب – قبائل الزيايدة وأولاد محمد.
- عدد السكـان: 18078 نسمة حسب الإحصاء العام للسكن والسكنى لسنة 2004.
- عدد الأطفال منهم أقل من ست سنوات: 2379 بنسبة 13في المئة من مجموع عدد السكان.
- عدد السكان المتراوحة أعمارهم بين 07 و14 سنة: 2937 بنسبة 16في المئة من مجموع عدد السكان.
- عدد السكان المتراوحة أعمارهم بين 15و 59 سنة: 11118بنسبة 61في المئة من مجموع عدد السكان.
- عدد السكان الذين تزيد أعمارهم عن 60 سنة: 1643 بنسبة 10 في المئة من مجموع عدد السكان.
- عدد الأســر حوالي: 3738 أسرة.

## الطقس والتضاريس
يتميز الطقس بالمنطقة التي توجد بها مدينة الكارة بشتاء قارس وصيف حار وجاف حيث تتراوح درجات الحرارة ما بين 8 درجات في فصل الشتاء و40 في فصل الصيف. أما بالنسبة لمتوسط الأمطار فيتراوح ما بين 350 ملم و450 ملم في السنة. كما تتميز أراضي المنطقة بـانبساطها وخصوبتها إذ تعتبر من أجود الأراضي الموجودة بالمملكة، وهي بذلك تعتبر رافدا مهما من روافد تزويد المغرب بالحبوب والقطاني.
يحادي المدينة واد بوعسيلة ويتنامى أكثر في الجانب الأيمن، أما الارتفاع فيتراوح ما بين 400 و520م.

## تنمية مدينة الكارة
تعيش مدينة الكارة مأساة حقيقية يقف من ورائها سوء تدبيرالمجالس البلدية التي تعاقبت على تسيير هذه البلدة المنكوبة منذ الأزل، فهذه المدينة كانت ولا تزال بدون أي مخطط تنموي حقيقي عكس مختلف ربوع المملكة، بالإضافة إلى عدم تفكير لا السلطات المحلية ولا المنتخبين في المصلحة العامة للساكنة المحلية والتي تعاني الأمرّين، بل تورط أكثرهؤلاء في خرق سافر للقانون.. إن عدم كفاءة المسؤولين في تدبير الشأن العام، وتسترهم على ما يجري في هذه الجماعة المغصوبة من انتهاكات جسيمة لحقوق الإنسان ومن رزوح الساكنة تحت معضلة الفقر والتهميش الممنهج، وامام عدم استفادة المنطقة من المبادرة الوطنية للتنمية البشرية، فإنه لم يبق لنا من أمل سوى في ملك البلاد لما يوليه من عناية لشعبه، متضامنا معه في السراء والضراء، عكس ما نجده في مسؤولي هذه المدينة... لذلك فإننا من هذا المنبر نطالب بزيارة ملكية لتفقد الوضع المأساوي الذي تعيشه عاصمة المذاكرة، ولإدماج الساكنة في مسلسل التنمية، ولترسيخ الديموقراطية التي تفتقدها هذه المدينة المنسية.